# Ingvar Carlsson
Gösta Ingvar Carlsson (Borås, Västra Götaland, Suecia; 9 de noviembre de 1934) es un político sueco, primer ministro de Suecia durante dos períodos (marzo de 1986 a octubre de 1991, octubre de 1994 a marzo de 1996) y líder del Partido Socialdemócrata(marzo de 1986 a marzo de 1996).
En 1965, después de completar sus estudios en la Universidad del Noroeste en los Estados Unidos, él fue elegido miembro del Parlamento sueco o Riksdag. Ocupó los cargos de ministro de educación (1969-1973), Ministro de Vivienda (1973-1976) y de vice primer ministro (1982-1986). 
Después de la dimisión de Olof Palme el 11 de enero de 1986 y de su asesinato, la fría noche del 28 de febrero de 1986, Ingvar Carlsson ocupó el cargo de primer ministro y asumió el liderazgo del Partido Socialdemócrata. En 1990, el gabinete de Carlsson dimitió después de no obtener la mayoría de las reformas económicas, pero se restableció de inmediato con un ligero cambio de programa. 
Los socialdemócratas perdieron las elecciones generales del 15 de septiembre de 1991, pero Carlsson volvió al poder después de las elecciones generales del 18 de septiembre de 1994 y fue sucedido por Göran Persson como primer ministro y líder del partido en 1996. Su carrera ha sido marcada por la herencia de Olof Palme, con quien colaboró estrechamente, pero sus políticas son vistas como una continuación del legado establecido por Tage Erlander.
En un satírico programa de televisión, Ingvar Carlsson asemejaba a la apariencia de la suela de un zapato, asignándole el apodo de La Suela ("Sulan").

## Algunas puiblicaciones
- Ur skuggan av Olof Palme 1999
- Så tänkte jag. Politik & dramatik - politik och dramatik 2004
- Lärdomar : personliga och politiska 2014